# Thelypteris harrisii
Thelypteris harrisii är en kärrbräkenväxtart som beskrevs av George Richardson Proctor. Thelypteris harrisii ingår i släktet Thelypteris och familjen Thelypteridaceae. Inga underarter finns listade.